# Kieran Doherty
Kieran Doherty (irisch: Ciarán Ó Dochartaigh; * 16. Oktober 1955 in Belfast; † 2. August 1981 im Maze Prison bei Lisburn) war ein Mitglied der IRA und Hungerstreikender.
Kieran Doherty war aktives Mitglied der Fianna Éireann und später der Provisional Irish Republican Army (PIRA) und wuchs in Andersonstown in West-Belfast auf. 
Als Folge seiner Aktivitäten in der PIRA wurde er zwischen 1973 und 1975 im Zuge der „Politik der Internierung“ im Gefängnis Long Kesh, dem späteren Maze Prison festgesetzt.
Nur kurze Zeit nach seiner Freilassung nahm er seine Aktivitäten bei der PIRA wieder auf. 
1976 wurde er abermals verhaftet und für den illegalen Besitz von Feuerwaffen und Sprengstoff sowie den Diebstahl eines Autos, mit dem er zu flüchten versuchte, zu einer Haftstrafe von 22 Jahren verurteilt.
Während seiner Inhaftierung schloss er sich umgehend dem Blanket Protest und später auch dem Hungerstreik rund um Bobby Sands an. 
Knapp zwei Monate vor seinem Tod, infolge seines 73 Tage andauernden Hungerstreiks von 1981, wurde er für den Bezirk Cavan/Monaghan als Abgeordneter in den Dáil Éireann, das Unterhaus des irischen Parlaments gewählt, konnte sein Mandat aufgrund seiner Inhaftierung jedoch nie antreten.
| Personendaten    | Personendaten                                         |
| ---------------- | ----------------------------------------------------- |
| NAME             | Doherty, Kieran                                       |
| ALTERNATIVNAMEN  | Doherty, Ciarán; Ó Dochartaigh, Ciarán                |
| KURZBESCHREIBUNG | nordirischer Widerstandskämpfer und Hungerstreikender |
| GEBURTSDATUM     | 16. Oktober 1955                                      |
| GEBURTSORT       | Belfast                                               |
| STERBEDATUM      | 2. August 1981                                        |
| STERBEORT        | Maze Prison bei Lisburn                               |